# 茶山洞
茶山洞 （タサンドン、朝：다산동）は、ソウル特別市中区にある行政洞。

## 概要
茶山洞は中区東部に位置している行政洞である。区域は南北に細長く、南は龍山区に接している。北は同じ区内の新堂洞、東は青丘洞及び薬水洞、西は奨忠洞にそれぞれ接している。
もともとこの地域の行政洞は新堂1洞から新堂6洞までであり、行政が機械的に番号を付けた、何ら由緒の無い名称を使用していた。そこで、住民アンケートを実施し、公募した候補の中から新しい名称を選ぶこととなった。その結果、2013年7月20日付けで新堂5洞を除く各洞の名称が一斉に変更され、新堂2洞は「茶山洞」に改名された。

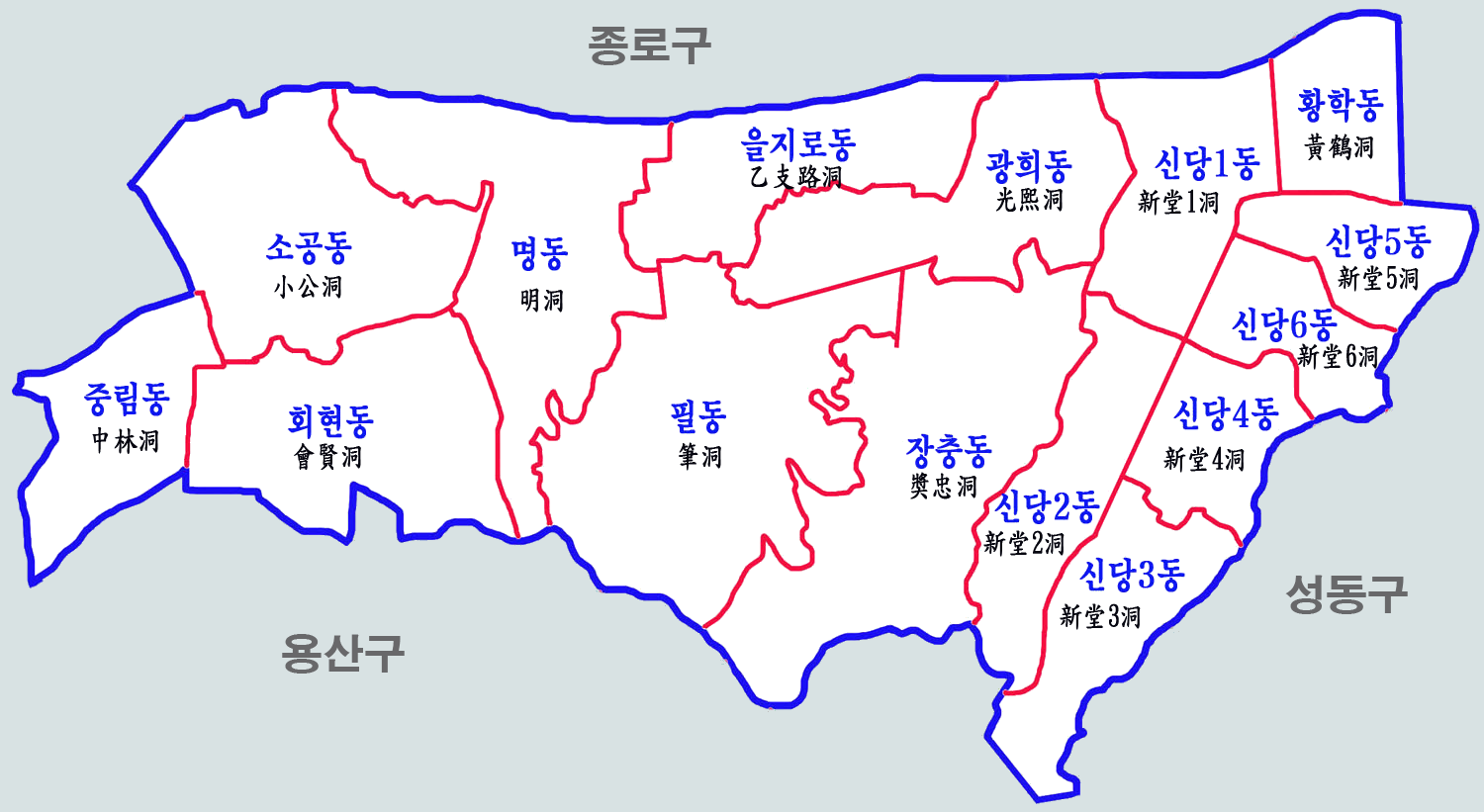
中区の行政洞。上図の新堂2洞が本項の茶山洞に該当

## 法定洞
管轄の法定洞は以下のとおりである。
- 新堂洞 （シンダンドン、신당동）